# Дімітріс Кабуракіс
Дімітріс Кабуракіс (грец. Δημήτρης Καμπουράκης; 1961, м. Ханья) — грецький письменник, журналіст.

## Біографія
Народився 1961 р. у м. Ханья, о. Крит, Греція. З 1978 р. живе в Афінах. Має вищу економічну освіту. Працював у багатьох редакціях газет, журналів, на теле- та радіостанціях. На сьогоднішній день працює на радіостанції Антена (ANTENNA) та веде щоденну ранкову передачу.

## Творчий доробок
Дімітріс Кабуракіс є автором наступних книг: «Прийняття мрій» (1986), «Тиша Афродіти» (1993), «Капля історії» (2002 книга 1, 2003 книга 2, 2013 книга 3), «Пан Диявол пропонує поїздку» (2005), «Два живописці» та ін.